# Baltinava
El municipi de Baltinava (en letó: Baltinavas novads ) és un dels 110 municipis de la República de Letònia, que es troba localitzat a l'est del país bàltic, i que té com a capital la localitat de Baltinava. El municipi va ser creat l'any 2009 després de la reorganització territorial.

## Ciutats i zones rurals
- Baltinavas pagasts (zona rural)

## Població i territori
La seva població està composta per un total de 1.387 persones (2009). La superfície del municipi té uns 185 kilòmetres quadrats, i la densitat poblacional és de 7,49 habitants per kilòmetre quadrat.